# Цвето Мочник
Цвето Мочник (Љубљана, 1. мај 1914 — Кобарид, 26. април 1943), учесник Народноослободилачке борбе и народни херој Југославије.

## Биографија
Родио се у Љубљани 1. маја 1914. године. Завршио је гимназију, а затим и Правни факултет у родном граду. У СКОЈ је примљен 1938. године. Одазвао се у позиву да брани Југославију када је нападнута у Априлском рату. Заробљен је од стране усташа у Загребу, али је захваљујући спретности успео да се извуче и врати у Љубљану.
Одмах је почео да сакупља оружје како би се организовала борба. Од тог оружја сакупио је групу људи која је изводила акције на простору данашње Словеније. У септембру 1941. године постао је члан КПЈ и недуго затим отишао код партизана на Мокрец код Љубљане. Учествовао је 19. октобра 1941. године у нападу на италијански положај у Ложу. Напад је био веома тежак и рискантан, а италијанске снаге су се трудиле да онемогуће повлачење партизана. У тешким условима по снегу упркос константним нападима партизани су успели да се повуку. Штаб словеначких партизанских чета је донео одлуку да се борци коју су преживеле најтеже тренутке на почетку рата врате у Љубљану у новембру 1941. године.
Међутим, Цвето се није дуго задржао у граду већ је у јануару 1942. године отишао у партизане на Кожљек где је формиран батаљон „Љубо Шерцер”. У фебруару је са политичким и војним задацима отишао у Велике Лашче, где је у постао комесар Кочевског партизанског одреда. У октобру је упућен у Словеначко приморје где је формиран Северноприморски одред, а он постављен за комесара. По наређењу Главног штаба НОВ и ПО Словеније у априлу 1943. године су формиране прве приморске бригаде. Оне су добиле задатак да одмах крену у Бенешку Словенију како би шириле устанак. Цвето Мочник је постављен за комесара 6. словеначке бригаде. Место окупљања 6. бригаде пре поласка у Бенешку Словенију било је било је на Голобару 26. априла 1943. године. Пре него што су се и скупиле све бригаде, њих су напале италијанске јединице око десет часова и тада је приликом покушаја пробијања непријатељског обруча погинуо Цвето Мочник.
Указом председника ФНР Југославије Јосипа Броза Тита, 27. новембра 1953. године, проглашен је за народног хероја.